# Galatasaray Istanbul/Saison 2017/18
Die Saison 2017/18 von Galatasaray Istanbul war die 110. Saison in der Vereinsgeschichte und die 60. Saison in der türkischen Liga, der Süper Lig. Der Klub beendete die Saison auf dem 1. Platz und wurde zum 21 Mal türkischer Meister. Die Türkiye Kupası endete im Halbfinale. In der UEFA Europa League schieden die Gelb-Roten in der 2. Qualifikationsrunde aus.

## Personalien

### Kader
| Nr.        | Nat.                                 | Name               | Geburtsdatum  | im Verein seit | vorheriger Verein     |
| Torhüter   | Torhüter                             | Torhüter           | Torhüter      | Torhüter       | Torhüter              |
| ---------- | ------------------------------------ | ------------------ | ------------- | -------------- | --------------------- |
| 01         | Uruguay Italien                      | Fernando Muslera   | 16. Juni 1986 | 2011           | Lazio Rom             |
| 16         | Frankreich                           | Cédric Carrasso    | 30. Dez. 1981 | 2017           | Girondins Bordeaux    |
| 67         | Turkei                               | Eray İşcan         | 19. Juli 1991 | 2012           | eigene Jugend         |
| Abwehr     |                                      |                    |               |                |                       |
| 02         | Brasilien                            | Mariano            | 23. Juni 1986 | 2017           | FC Sevilla            |
| 03         | Brasilien Portugal                   | Maicon             | 14. Sep. 1988 | 2017           | FC São Paulo          |
| 04         | Turkei                               | Serdar Aziz        | 23. Okt. 1990 | 2016           | Bursaspor             |
| 05         | Turkei                               | Ahmet Çalık        | 26. Feb. 1994 | 2017           | Gençlerbirliği Ankara |
| 14         | Norwegen                             | Martin Linnes      | 20. Sep. 1991 | 2016           | Molde FK              |
| 15         | Suriname Niederlande                 | Ryan Donk          | 30. Apr. 1986 | 2016           | Kasımpaşa Istanbul    |
| 22         | Turkei Deutschland                   | Hakan Balta        | 23. März 1983 | 2007           | Vestel Manisaspor     |
| 28         | Deutschland Turkei                   | Koray Günter       | 16. Aug. 1994 | 2014           | Borussia Dortmund     |
| 33         | Rumänien                             | Iasmin Latovlevici | 11. Mai 1986  | 2017           | Kardemir Karabükspor  |
| 40         | Turkei                               | Gökay Güney        | 19. Mai 1999  | 2016           | eigene Jugend         |
| 43         | Turkei                               | Ozan Kabak         | 25. März 2000 | 2017           | eigene Jugend         |
| 51         | Turkei                               | Ali Ülgen          | 10. Nov. 1999 | 2017           | eigene Jugend         |
| 55         | Japan                                | Yūto Nagatomo      | 12. Sep. 1986 | 2018           | Inter Mailand         |
| 64         | Belgien Kongo Demokratische Republik | Jason Denayer      | 28. Juni 1995 | 2017           | Manchester City       |
| Mittelfeld |                                      |                    |               |                |                       |
| 08         | Turkei                               | Selçuk İnan        | 10. Feb. 1985 | 2011           | Trabzonspor           |
| 10         | Marokko Frankreich                   | Younès Belhanda    | 5. Feb. 1990  | 2017           | Dynamo Kiew           |
| 25         | Brasilien Portugal                   | Fernando           | 25. Juli 1987 | 2017           | Manchester City       |
| 27         | Turkei Deutschland                   | Tolga Ciğerci      | 23. März 1992 | 2016           | Hertha BSC            |
| 46         | Turkei                               | Barış Zeren        | 8. März 1999  | 2017           | eigene Jugend         |
| Angriff    |                                      |                    |               |                |                       |
| 07         | Turkei Deutschland                   | Yasin Öztekin      | 19. März 1987 | 2014           | Kayseri Erciyesspor   |
| 09         | Schweiz Turkei                       | Eren Derdiyok      | 12. Juni 1988 | 2012           | Kasımpaşa Istanbul    |
| 11         | Turkei Deutschland                   | Sinan Gümüş        | 15. Jan. 1994 | 2014           | VfB Stuttgart (II)    |
| 18         | Frankreich Senegal                   | Bafétimbi Gomis    | 6. Aug. 1985  | 2017           | Swansea City          |
| 24         | Kap Verde Niederlande                | Garry Rodrigues    | 27. Nov. 1990 | 2013           | PAOK Thessaloniki     |
| 37         | Turkei                               | Recep Gül          | 5. Nov. 2000  | 2017           | eigene Jugend         |
| 89         | Algerien Frankreich                  | Sofiane Feghouli   | 26. Dez. 1989 | 2017           | West Ham United       |

#### Transfers
| Zugänge | Abgänge |
| --- | --- |
| Sommer 2017 - Emrah Başsan (Fortuna Sittard) w.a. - Younès Belhanda (Dynamo Kiew) - Cédric Carrasso (Girondins Bordeaux) - Jason Denayer (Manchester City) a. - Ryan Donk (Betis Sevilla) w.a. - Sofiane Feghouli (West Ham United) - Fernando (Manchester City) - Bafétimbi Gomis (Swansea City) - Maicon (FC São Paulo) - Mariano (FC Sevilla) - Iasmin Latovlevici (Kardemir Karabükspor) - Papa Alioune Ndiaye (Osmanlıspor FK) Winter 2017/18 - Yūto Nagatomo (Inter Mailand) a. | Sommer 2017 - Bruma (RB Leipzig) - Kerem Çalışkan (Sarıyer SK) - Lionel Carole (FC Sevilla) a. - Luis Pedro Cavanda (Standard Lüttich) a. - Aurélien Chedjou (Istanbul Başakşehir FK) - Salih Dursun (Antalyaspor) - Cenk Gönen (FC Málaga) - Semih Kaya (Sparta Prag) - Oğuzhan Kayar (Bandırmaspor) - Volkan Pala (Vanspor FK) a. - Josué Pesqueira (FC Porto) w.a. - Lukas Podolski (Vissel Kobe) - Sabri Sarıoğlu (Göztepe Izmir) - Wesley Sneijder (OGC Nizza) - Berk İsmail Ünsal (Gümüşhanespor) - Birhan Vatansever (Bandırmaspor) Winter 2017/18 - Emrah Başsan (Vitória Setúbal) - Nigel de Jong (1. FSV Mainz 05) - Papa Alioune Ndiaye (Stoke City) - Volkan Pala (Çankaya FK) a. |

## Saison
Alle Ergebnisse aus Sicht von Galatasaray Istanbul.
Die Tabelle listet alle Süper-Lig-Spiele des Vereins der Saison 2017/18 auf. Siege sind grün, Unentschieden gelb und Niederlagen rot markiert.

### Süper Lig
| ST | Datum              | Gegner                 | Ort                                    | Ergebnis  | Tor(e) für Galatasaray Istanbul | Karte(n) für Galatasaray Istanbul                                                           | Zuschauer |
| -- | ------------------ | ---------------------- | -------------------------------------- | --------- | --- | ------------------------------------------------------------------------------------------- | --------- |
| 01 | 14. August 2017    | Kayserispor            | Türk Telekom Stadyumu, Istanbul        | 4:1 (3:1) | 1:0 Ciğerci (16.), 2:1 Belhanda (35.), 3:1 Gomis (37.), 4:1 Gomis (87.)                                                            | Belhanda (18.), Gümüş (90.+2')                                                              | 31.394    |
| 02 | 19. August 2017    | Osmanlıspor FK         | Osmanlı Stadı, Ankara                  | 3:1 (2:0) | 1:0 Maicon (14.), 2:0 Gomis (31.), 3:0 Ciğerci (56.)                                                                               | Ndiaye (65.), Fernando (75.)                                                                | 06.704    |
| 03 | 25. August 2017    | Sivasspor              | Türk Telekom Stadyumu, Istanbul        | 3:0 (1:0) | 1:0 Ciğerci (41.), 2:0 Ciğerci (71.), 3:0 Gomis (82. Handelfmeter)                                                                 | Mariano (10.), Aziz (45.), Ciğerci (75.)                                                    | 44.693    |
| 04 | 10. September 2017 | Antalyaspor            | Antalya Stadyumu                       | 1:1 (1:0) | 1:0 Gomis (34.) | Linnes (69.)                                                                                | 26.271    |
| 05 | 16. September 2017 | Kasımpaşa Istanbul     | Türk Telekom Stadyumu, Istanbul        | 2:0 (1:0) | 1:0 Gomis (44.), 2:0 Gomis (79.)                                                                                                   | Aziz (90.)                                                                                  | 41.688    |
| 06 | 24. September 2017 | Bursaspor              | Bursa Büyükşehir Belediye Stadyumu     | 2:1 (0:1) | 1:1 Feghouli (73.), 2:1 Ciğerci (81.)                                                                                              | Aziz (68.), Maicon (75.)                                                                    | 32.677    |
| 07 | 30. September 2017 | Kardemir Karabükspor   | Türk Telekom Stadyumu, Istanbul        | 3:2 (2:1) | 1:0 Feghouli (17.), 2:0 Maicon (22.), 3:2 Maicon (90.+1')                                                                          | Feghouli (82.), Fernando (82.), Maicon (90.+1'), Latovlevici (90.+3')                       | 40.973    |
| 08 | 14. Oktober 2017   | Konyaspor              | Büyükşehir Stadyumu, Konya             | 2:0 (0:0) | 1:0 Gomis (51.), 2:0 Gomis (77. Foulelfmeter)                                                                                      | Ndiaye (24.)                                                                                | 01.862    |
| 09 | 22. Oktober 2017   | Fenerbahçe Istanbul    | Türk Telekom Stadyumu, Istanbul        | 0:0       | keine | Mariano (10.), Denayer (24.), Belhanda (34.), Fernando (53.), Belhanda (73.)                | 50.023    |
| 10 | 29. Oktober 2017   | Trabzonspor            | Medical Park Stadyumu, Trabzon         | 1:2 (0:0) | 1:2 Rodrigues (86.) | Ndiaye (15.), Muslera (29.), Maicon (78.), Rodrigues (86.), Feghouli (45.), Ndiaye (90.+2') | 35.000    |
| 11 | 3. November 2017   | Gençlerbirliği Ankara  | Türk Telekom Stadyumu, Istanbul        | 5:1 (2:0) | 1:0 Mariano (7.), 2:0 Maicon (43.), 3:0 Gomis (46.), 4:0 Ciğerci (50.), 5:0 Gomis (81. Handelfmeter)                               | Aziz (88.)                                                                                  | 35.301    |
| 12 | 18. November 2017  | Istanbul Başakşehir FK | Başakşehir Fatih Terim Stadı, Istanbul | 1:5 (0:2) | 1:2 Gomis (55.) | Fernando (20.), Ndiaye (65.)                                                                | n. v.     |
| 13 | 25. November 2017  | Alanyaspor             | Türk Telekom Stadyumu, Istanbul        | 2:0 (1:0) | 1:0 Öztekin (30.), 2:0 Gomis (88.)                                                                                                 | Aziz (83.)                                                                                  | 36.642    |
| 14 | 2. Dezember 2017   | Beşiktaş Istanbul      | Vodafone Arena, Istanbul               | 0:3 (0:0) | keine | Feghouli (35.), Fernando (49.), Gomis (65.)                                                 | n. v.     |
| 15 | 9. Dezember 2017   | Akhisarspor            | Türk Telekom Stadyumu, Istanbul        | 4:2 (0:2) | 1:2 Fernando (49.), 2:2 Gomis (51.), 3:2 Belhanda (70.), 4:2 Feghouli (90.+4')                                                     | Öztekin (17.), Feghouli (55.), Muslera (90.+2'), Gomis (68.)                                | 30.792    |
| 16 | 17. Dezember 2017  | Yeni Malatyaspor       | Yeni Malatya Stadyumu, Malatya         | 1:2 (0:2) | 1:2 Ndiaye (74.) | keine                                                                                       | n. v.     |
| 17 | 24. Dezember 2017  | Göztepe Izmir          | Türk Telekom Stadyumu, Istanbul        | 3:1 (1:1) | 1:1 Rodrigues (19.), 2:1 Öztekin (53.), 3:1 Maicon (70.)                                                                           | Muslera (8.), Maicon (34.), Fernando (44.), Günter (60.)                                    | 46.374    |
| 18 | 22. Januar 2018    | Kayserispor            | Kadir Has Stadı, Kayseri               | 3:1 (2:0) | 1:0 Derdiyok (12.), 2:0 Derdiyok (18.), 3:1 Rodrigues (90.+1')                                                                     | keine                                                                                       | 30.873    |
| 19 | 27. Januar 2018    | Osmanlıspor FK         | Türk Telekom Stadyumu, Istanbul        | 2:0 (1:0) | 1:0 Feghouli (37.), 2:0 Gomis (88.)                                                                                                | keine                                                                                       | 36.750    |
| 20 | 4. Februar 2018    | Sivasspor              | Yeni 4 Eylül Stadyumu, Sivas           | 1:2 (0:1) | 1:2 Derdiyok (79.) | Muslera (75.), Mariano (83.)                                                                | n. v.     |
| 21 | 12. Februar 2018   | Antalyaspor            | Türk Telekom Stadyumu, Istanbul        | 3:0 (3:0) | 1:O Gomis (14.), 2:0 Gomis (20.), 3:0 Feghouli (38.)                                                                               | Belhanda (90.+2'), Belhanda (90.+2')                                                        | 33.962    |
| 22 | 18. Februar 2018   | Kasımpaşa Istanbul     | Recep Tayyip Erdoğan Stadı, Istanbul   | 1:2 (1:1) | 1:0 Rodrigues (37.) | Nagatomo (17.), Ciğerci (49.), Rodrigues                                                    | n. v.     |
| 23 | 23. Februar 2018   | Bursaspor              | Türk Telekom Stadyumu, Istanbul        | 5:0 (2:0) | 1:0 Gomis (11.), 2:0 Rodrigues (42.), 3:0 Aziz (49.), 4:0 Gomis (72.), 5:0 Gomis (90.+2')                                          | İnan (69.)                                                                                  | 36.812    |
| 24 | 3. März 2018       | Kardemir Karabükspor   | Dr. Necmettin Şeyhoğlu Stadı, Karabük  | 7:0 (6:0) | 1:0 Gomis (5.), 2:0 Yılmaz (16. Eigentor), 3:0 Gomis (18.), 4:0 Gomis (25.), 5:0 Gomis (33.), 6:0 Rodrigues (40.), 7:0 Gümüş (64.) | Maicon (9.), Donk (10.), Fernando (80.), Gümüş (88.)                                        | 06.768    |
| 25 | 11. März 2018      | Konyaspor              | Türk Telekom Stadyumu, Istanbul        | 2:1 (0:1) | 1:1 Gomis (69.), 2:1 Gümüş (86.)                                                                                                   | Mariano (40.), Muslera (56.), Aziz (61.), Belhanda (74.)                                    | 42.587    |
| 26 | 17. März 2018      | Fenerbahçe Istanbul    | Şükrü Saracoğlu Stadı, Istanbul        | 0:0       | keine | Fernando (46.), Maicon (90.+5'), Aziz (90.+5')                                              | 45.375    |
| 27 | 1. April 2018      | Trabzonspor            | Türk Telekom Stadyumu, Istanbul        | 2:1 (1:0) | 1:0 Feghouli (7.), 2:0 Gomis (60.)                                                                                                 | Donk (38.), Muslera (90.+4')                                                                | 46.672    |
| 28 | 9. April 2018      | Gençlerbirliği Ankara  | 19 Mayıs Stadı, Ankara                 | 0:1 (0:0) | keine | Mariano (45.+2'), Maicon (48.), Gümüş (81.)                                                 | n. v.     |
| 29 | 15. April 2018     | Istanbul Başakşehir FK | Türk Telekom Stadyumu, Istanbul        | 2:0 (0:0) | 1:0 Mariano (60.), 2:0 Adebayor (90.+1' Eigentor)                                                                                  | Mariano (36.), Fernando (73.), Nagatomo (90.+3')                                            | 47.239    |
| 30 | 21. April 2018     | Alanyaspor             | Bahçeşehir Okulları Stadyumu, Alanya   | 3:2 (2:1) | 1:0 Gomis (14.), 2:0 Tzavellas (17. Eigentor), 3:2 Gümüş (82.)                                                                     | Aziz (59.), Belhanda (62.)                                                                  | n. v.     |
| 31 | 29. April 2018     | Beşiktaş Istanbul      | Türk Telekom Stadyumu, Istanbul        | 2:0 (1:0) | 1:0 Fernando (23.), 2:0 Rodrigues (70.)                                                                                            | Belhanda (4.), Fernando (90.+2')                                                            | 50.304    |
| 32 | 6. Mai 2018        | Akhisarspor            | Spor Toto Akhisar Stadı, Manisa        | 2:1 (2:0) | 1:0 Rodrigues (15.), 2:0 Rodrigues (18.)                                                                                           | Feghouli (32.), Donk                                                                        | n. v.     |
| 33 | 12. Mai 2018       | Yeni Malatyaspor       | Türk Telekom Stadyumu, Istanbul        | 2:0 (2:0) | 1:0 Belhanda (1.), 2:0 Gomis (12.)                                                                                                 | Rodrigues (61.)                                                                             | 45.652    |
| 34 | 19. Mai 2018       | Göztepe Izmir          | Bornova Aziz Kocaoğlu Stadyumu, Izmir  | 1:0 (0:0) | 1:0 Gomis (66. Foulelfmeter) | Rodrigues (74.)                                                                             | 08.888    |

### Türkiye Kupası
| Runde        | Datum             | Gegner             | Ort                             | Ergebnis  | Tor(e) für Galatasaray Istanbul                                                            | Karte(n) für Galatasaray Istanbul                          |
| ------------ | ----------------- | ------------------ | ------------------------------- | --------- | ------------------------------------------------------------------------------------------ | ---------------------------------------------------------- |
| 5R–Hinspiel  | 28. November 2017 | Sivas Belediyespor | Türk Telekom Stadyumu, Istanbul | 5:1 (1:0) | 1:0 Öztekin (4.), 2:0 Başsan (70.), 3:0 Öztekin (75.), 4:1 Gümüş (60.), 5:1 Derdiyok (90.) | Başsan (48.), Öztekin (58.), Çalık (85.)                   |
| 5R–Rückspiel | 12. Dezember 2017 | Sivas Belediyespor | Yeni 4 Eylül Stadyumu, Sivas    | 1:2 (1:1) | 1:0 Gümüş (10.)                                                                            | keine                                                      |
| AF–Hinspiel  | 26. Dezember 2017 | Bucaspor           | Türk Telekom Stadyumu, Istanbul | 3:0 (3:0) | 1:0 İnan (14.), 2:0 Gümüş (41.), 3:0 Gümüş (43.)                                           | Çamdal (21.)                                               |
| AF–Rückspiel | 18. Januar 2018   | Bucaspor           | Yeni Buca Stadyumu, Izmir       | 3:0 (2:0) | 1:0 Gomis (33.), 2:0 Öztekin (44.), 3:0 Feghouli (83.)                                     | keine                                                      |
| VF–Hinspiel  | 1. Februar 2018   | Konyaspor          | Büyükşehir Stadyumu, Konya      | 2:2 (0:0) | 1:1 Gümüş (50.), 2:1 Aziz (55.)                                                            | keine                                                      |
| VF–Rückspiel | 8. Februar 2018   | Konyaspor          | Türk Telekom Stadyumu, Istanbul | 4:1 (1:1) | 1:1 Aziz (17.), 2:1 Gomis (52.), 3:1 Gomis (88.), 4:1 Rodrigues (90.+1')                   | Gomis (28.)                                                |
| HF–Hinspiel  | 27. Februar 2018  | Akhisarspor        | Spor Toto Akhisar Stadı, Manisa | 2:1 (1:1) | 1:1 Çalık (21.), 2:1 Gümüş (88.)                                                           | Gümüş (46.)                                                |
| HF–Rückspiel | 18. April 2018    | Akhisarspor        | Türk Telekom Stadyumu, Istanbul | 0:2 (0:2) | keine                                                                                      | Maicon (67.), Donk (86.), Rodrigues (90.+4'), Maicon (77.) |

### UEFA Europa League
| Runde        | Datum         | Gegner        | Ort                                   | Ergebnis  | Tor(e) für Galatasaray Istanbul | Karte(n) für Galatasaray Istanbul                                          | Zuschauer |
| ------------ | ------------- | ------------- | ------------------------------------- | --------- | ------------------------------- | -------------------------------------------------------------------------- | --------- |
| 2Q-Hinspiel  | 13. Juli 2017 | Östersunds FK | Jämtkraft Arena, Östersund            | 0:2 (0:0) | keine                           | Ciğerci (17.), Öztekin (90.+4')                                            | 05.407    |
| 2Q-Rückspiel | 20. Juli 2017 | Östersunds FK | Ali Sami Yen Spor Kompleksi, Istanbul | 1:1 (0:0) | 1:1 Çalık (69.)                 | Gomis (20.), Muslera (39.), Ciğerci (49.), Rodrigues (87.), Belhanda (90.) | 33.646    |

### Freundschaftsspiele
Diese Tabelle führt die ausgetragenen Freundschaftsspiele auf.
| Datum             | Gegner                | Ort                              | Ergebnis  | Tor(e) für Galatasaray Istanbul                                                            | Karte(n) für Galatasaray Istanbul |
| ----------------- | --------------------- | -------------------------------- | --------- | ------------------------------------------------------------------------------------------ | --------------------------------- |
| 2. Juli 2017      | Gyirmót SE            | X-Bionic Sphere, Šamorín         | 1:0 (0:0) | 1:0 Donk (90. Elfmeter)                                                                    | keine                             |
| 8. Juli 2017      | Diósgyőri VTK         | ETO Park, Győr                   | 2:0 (1:0) | 1:0 Belhanda (34. Foulelfmeter), 2:0 Derdiyok (58. Foulelfmeter)                           | keine                             |
| 27. Juli 2017     | Eskişehirspor         | Atatürk-Olympiastadion, Istanbul | 2:1 (0:1) | 1:1 Maicon (57.), 2:1 Belhanda (58.)                                                       | keine                             |
| 31. Juli 2017     | Akhisarspor           |                                  | 1:1 (1:0) | 1:0 Rodrigues (19.)                                                                        | keine                             |
| 5. August 2017    | Hertha BSC            | Franz-Fekete-Stadion, Kapfenberg | 1:2 (0:1) | 1:1 Derdiyok (60.)                                                                         | keine                             |
| 2. September 2017 | Eyüpspor              | Eyüp Stadı, Istanbul             | 4:2 (3:0) | 1:0 Gül (12.), 2:0 Feghouli (42.), 3:0 Başsan (43.), 4:0 Denayer (75.)                     | keine                             |
| 11. November 2017 | Ümraniyespor          | Türk Telekom Stadyumu, Istanbul  | 3:2 (1:0) | 1:0 Derdiyok (45.), 2:1 Öztekin (75. Foulelfmeter), 3:2 Gümüş (83.)                        | keine                             |
| 14. Januar 2018   | FC Viitorul Constanța | Sueno Hotels Deluxe, Belek       | 2:0 (0:0) | 1:0 Rodrigues (60.), 2:0 Horj (66. Eigentor)                                               | keine                             |
| 15. Januar 2018   | Tuzlaspor             | Sueno Hotels Deluxe, Belek       | 5:0 (5:0) | 1:0 Gomis (1.), 2:0 İnan (8.), 3:0 Rodrigues (10.), 4:0 Rodrigues (12.), 5:0 Denayer (40.) | keine                             |

## Statistiken

### Teamstatistik
| Wettbewerb         | Punkte | daheim | daheim | daheim | daheim | daheim | auswärts | auswärts | auswärts | auswärts | auswärts | Gesamt | Gesamt | Gesamt | Gesamt | Gesamt | Tordifferenz |
| Wettbewerb         | Punkte | Sp     | S      | U      | N      | TV     | Sp       | S        | U        | N        | TV       | Sp     | S      | U      | N      | TV     | Tordifferenz |
| ------------------ | ------ | ------ | ------ | ------ | ------ | ------ | -------- | -------- | -------- | -------- | -------- | ------ | ------ | ------ | ------ | ------ | ------------ |
| Süper Lig          | 75     | 17     | 16     | 1      | 0      | 47:9   | 17       | 8        | 2        | 7        | 29:24    | 34     | 24     | 3      | 7      | 75:33  | +42          |
| Türkiye Kupası     | –      | 4      | 3      | 0      | 1      | 12:4   | 4        | 2        | 1        | 1        | 8:5      | 8      | 5      | 1      | 2      | 20:9   | +11          |
| UEFA Europa League | –      | 1      | 0      | 1      | 0      | 1:1    | 1        | 0        | 0        | 1        | 0:2      | 2      | 0      | 1      | 1      | 1:3    | −2           |
| Gesamt             | 75     | 22     | 19     | 2      | 1      | 60:14  | 22       | 10       | 3        | 9        | 37:31    | 44     | 29     | 5      | 10     | 96:45  | +51          |

### Saisonverlauf
| Spieltag | 1 | 2 | 3 | 4 | 5 | 6 | 7 | 8 | 9 | 10 | 11 | 12 | 13 | 14 | 15 | 16 | 17 | 18 | 19 | 20 | 21 | 22 | 23 | 24 | 25 | 26 | 27 | 28 | 29 | 30 | 31 | 32 | 33 | 34 |
| -------- | - | - | - | - | - | - | - | - | - | -- | -- | -- | -- | -- | -- | -- | -- | -- | -- | -- | -- | -- | -- | -- | -- | -- | -- | -- | -- | -- | -- | -- | -- | -- |
| Spielort | H | A | H | A | H | A | H | A | H | A  | H  | A  | H  | A  | H  | A  | H  | A  | H  | A  | H  | A  | H  | A  | H  | A  | H  | A  | H  | A  | H  | A  | H  | A  |
| Resultat | S | S | S | U | S | S | S | S | U | N  | S  | N  | S  | N  | S  | N  | S  | S  | S  | N  | S  | N  | S  | S  | S  | U  | S  | N  | S  | S  | S  | S  | S  | S  |

Quelle: https://www.weltfussball.de/spielplan/tur-sueper-lig-2017-2018
Legende: Spielort: H = Heim; A = Auswärts. Resultat: S = Sieg; U = Unentschieden; N = Niederlage

### Spielerstatistiken
| Spieler             | Süper Lig | Süper Lig | Süper Lig   | Süper Lig  | Türkiye Kupası | Türkiye Kupası | Türkiye Kupası | Türkiye Kupası | Europa League | Europa League | Europa League | Europa League | Total    | Total | Total       | Total      |
| Spieler             | Einsätze  | Tore      | Gelbe Karte | Rote Karte | Einsätze       | Tore           | Gelbe Karte    | Rote Karte     | Einsätze      | Tore          | Gelbe Karte   | Rote Karte    | Einsätze | Tore  | Gelbe Karte | Rote Karte |
| ------------------- | --------- | --------- | ----------- | ---------- | -------------- | -------------- | -------------- | -------------- | ------------- | ------------- | ------------- | ------------- | -------- | ----- | ----------- | ---------- |
| Serdar Aziz         | 27        | 1         | 8           | 0          | 3              | 2              | 0              | 0              | 0             | 0             | 0             | 0             | 30       | 3     | 8           | 0          |
| Hakan Balta         | 0         | 0         | 0           | 0          | 2              | 0              | 0              | 0              | 0             | 0             | 0             | 0             | 2        | 0     | 0           | 0          |
| Emrah Başsan        | 0         | 0         | 0           | 0          | 2              | 1              | 1              | 0              | 1             | 0             | 0             | 0             | 3        | 1     | 1           | 0          |
| Younès Belhanda     | 30        | 3         | 6           | 2          | 4              | 0              | 0              | 0              | 1             | 0             | 1             | 0             | 35       | 3     | 7           | 2          |
| Ahmet Çalık         | 4         | 0         | 0           | 0          | 5              | 1              | 1              | 0              | 2             | 1             | 0             | 0             | 11       | 2     | 1           | 0          |
| Tarık Çamdal        | 0         | 0         | 0           | 0          | 3              | 0              | 1              | 0              | 0             | 0             | 0             | 0             | 3        | 0     | 1           | 0          |
| Lionel Carole       | 0         | 0         | 0           | 0          | 0              | 0              | 0              | 0              | 2             | 0             | 0             | 0             | 2        | 0     | 0           | 0          |
| Cédric Carrasso     | 1         | 0         | 0           | 0          | 1              | 0              | 0              | 0              | 0             | 0             | 0             | 0             | 2        | 0     | 0           | 0          |
| Tolga Ciğerci       | 18        | 6         | 2           | 0          | 4              | 0              | 0              | 0              | 2             | 0             | 2             | 0             | 24       | 6     | 4           | 0          |
| Jason Denayer       | 22        | 0         | 1           | 0          | 0              | 0              | 0              | 0              | 0             | 0             | 0             | 0             | 22       | 0     | 1           | 0          |
| Eren Derdiyok       | 19        | 3         | 0           | 0          | 7              | 1              | 0              | 0              | 2             | 0             | 0             | 0             | 28       | 4     | 0           | 0          |
| Ryan Donk           | 17        | 0         | 3           | 0          | 7              | 0              | 1              | 0              | 0             | 0             | 0             | 0             | 24       | 0     | 4           | 0          |
| Sofiane Feghouli    | 27        | 6         | 4           | 1          | 4              | 1              | 0              | 0              | 0             | 0             | 0             | 0             | 31       | 7     | 4           | 1          |
| Fernando            | 25        | 2         | 10          | 0          | 1              | 0              | 0              | 0              | 0             | 0             | 0             | 0             | 26       | 2     | 10          | 0          |
| Bafétimbi Gomis     | 33        | 29        | 1           | 1          | 5              | 3              | 1              | 0              | 2             | 0             | 1             | 0             | 40       | 32    | 3           | 1          |
| Recep Gül           | 0         | 0         | 0           | 0          | 3              | 0              | 0              | 0              | 0             | 0             | 0             | 0             | 3        | 0     | 0           | 0          |
| Sinan Gümüş         | 19        | 3         | 3           | 0          | 8              | 6              | 1              | 0              | 2             | 0             | 0             | 0             | 29       | 9     | 4           | 0          |
| Gökay Güney         | 0         | 0         | 0           | 0          | 2              | 0              | 0              | 0              | 0             | 0             | 0             | 0             | 2        | 0     | 0           | 0          |
| Koray Günter        | 3         | 0         | 1           | 0          | 5              | 0              | 0              | 0              | 0             | 0             | 0             | 0             | 8        | 0     | 1           | 0          |
| Selçuk İnan         | 23        | 0         | 1           | 0          | 8              | 1              | 0              | 0              | 2             | 0             | 0             | 0             | 33       | 1     | 1           | 0          |
| Eray İşcan          | 0         | 0         | 0           | 0          | 4              | 0              | 0              | 0              | 0             | 0             | 0             | 0             | 4        | 0     | 0           | 0          |
| Ozan Kabak          | 1         | 0         | 0           | 0          | 0              | 0              | 0              | 0              | 0             | 0             | 0             | 0             | 1        | 0     | 0           | 0          |
| Iasmin Latovlevici  | 10        | 0         | 1           | 0          | 5              | 0              | 0              | 0              | 0             | 0             | 0             | 0             | 15       | 0     | 1           | 0          |
| Maicon              | 30        | 5         | 7           | 0          | 3              | 0              | 1              | 1              | 2             | 0             | 0             | 0             | 35       | 5     | 8           | 1          |
| Mariano             | 26        | 2         | 6           | 0          | 2              | 0              | 0              | 0              | 0             | 0             | 0             | 0             | 28       | 2     | 6           | 0          |
| Fernando Muslera    | 33        | 0         | 6           | 0          | 3              | 0              | 0              | 0              | 2             | 0             | 1             | 0             | 38       | 0     | 7           | 0          |
| Yuto Nagatomo       | 15        | 0         | 2           | 0          | 1              | 0              | 0              | 0              | 0             | 0             | 0             | 0             | 16       | 0     | 2           | 0          |
| Papa Alioune Ndiaye | 17        | 1         | 4           | 1          | 0              | 0              | 0              | 0              | 0             | 0             | 0             | 0             | 17       | 1     | 4           | 1          |
| Martin Linnes       | 20        | 0         | 1           | 0          | 6              | 0              | 0              | 0              | 2             | 0             | 0             | 0             | 28       | 0     | 1           | 0          |
| Yasin Öztekin       | 21        | 2         | 1           | 0          | 6              | 3              | 1              | 0              | 2             | 0             | 1             | 0             | 29       | 5     | 3           | 0          |
| Garry Rodrigues     | 33        | 9         | 4           | 0          | 5              | 1              | 1              | 0              | 2             | 0             | 1             | 0             | 40       | 10    | 6           | 0          |
| Ali Ülgen           | 0         | 0         | 0           | 0          | 1              | 0              | 0              | 0              | 0             | 0             | 0             | 0             | 1        | 0     | 0           | 0          |
| Barış Zeren         | 0         | 0         | 0           | 0          | 2              | 0              | 0              | 0              | 0             | 0             | 0             | 0             | 2        | 0     | 0           | 0          |

## Sponsoren
- Ausrüster: Nike
- Trikotsponsor: Nef
- Rückensponsor: Garenta